# Salford Community Stadium

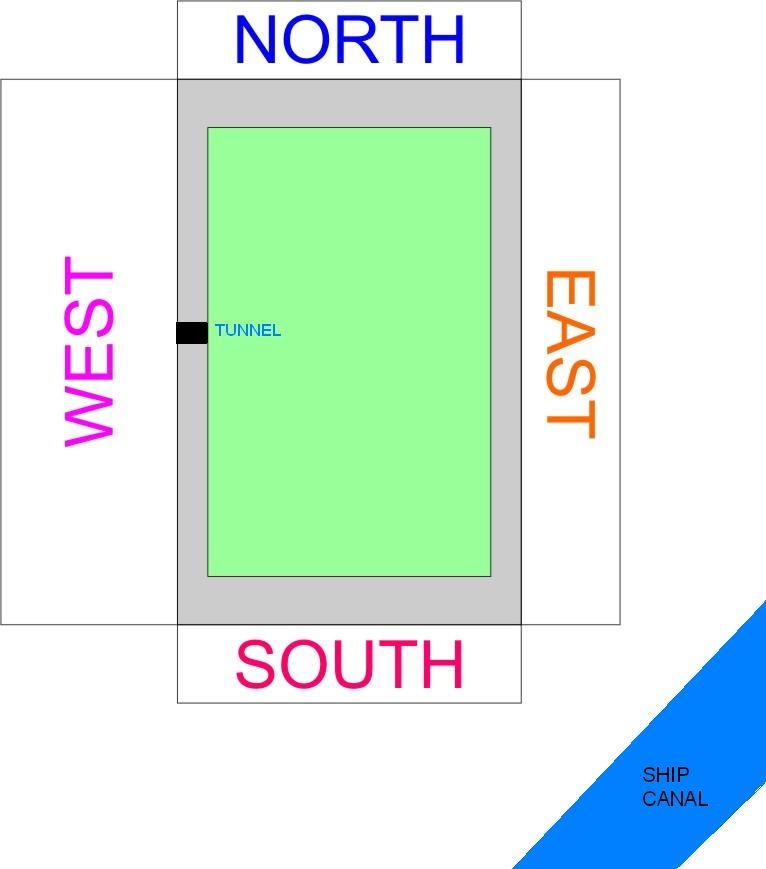
Tribünenplan

Das Salford Community Stadium ist ein Rugby- und Fußballstadion im englischen Barton-upon-Irwell, Metropolitan Borough City of Salford. Die Sport- und Veranstaltungsstätte ist seit 2012 die Heimat des Rugby-League-Clubs Salford Red Devils (Super League) und des Rugby-Union-Clubs Sale Sharks (Aviva Premiership Rugby). Im Jahr darauf stieß Manchester United Reserves als dritter Stadionnutzer hinzu.

## Geschichte
Das Anfänge des heutigen Stadions liegen in der Mitte der 2000er Jahre. 2005 genehmigte das Salford City Council die Stadionpläne der Salford Red Devils. Die alte Spielstätte der Red Devils, das 1900 erbaute The Willows, sollte durch einen Neubau mit 20.000 Plätzen für 32 Mio. £ in Barton-upon-Irwell ersetzt werden. Das Stadion sollte von der Red City Developments gebaut werden. Es gab jedoch 2007 finanzielle Schwierigkeiten, die das Bauvorhaben in Gefahr brachten. Die geplante Fertigstellung für 2009 musste verschoben werden. Das Stadion sollte Teil eines 130 Mio. £ teuren Sport- und Freizeitkomplexes werden. Im April 2010 ging die Red City Developments ging in die Insolvenz.
Um das Stadionprojekt fortzuführen, gründete das Salford City Council mit der Peel Group ein Joint Venture. Die Buckingham Group wurde für den Bau des Stadions mit einem finanziellen Gesamtvolumen von 26 Mio. £ ausgewählt. Der Stadionstandort liegt nahe dem Manchester Ship Canal und dem M60 motorway. Im März 2010 kam die Genehmigung für den Bau der neuen Heimat der Red  Devils mit 15.000 Plätzen auf einem 70 Acre (über 28 Hektar) großen Grundstück in Barton-upon-Irwell.
Der Bau konnte im Dezember 2010 begonnen werden. Im Januar 2012 folgte die Eröffnung des Salford City Stadium. Anfang April 2012 unterschrieben die Sale Sharks einen Vertrag über die Nutzung des Stadions für die nächsten 25 Jahre ab der Saison 2012/13. Zuvor trugen die Sale Sharks neun Jahre ihre Partien im Edgeley Park in Stockport aus.
Die Haupttribüne bietet Konferenzräume, Suites und Lounges mit Platz für zwei bis zu rund 1.150 Personen. Sie lassen sich für verschiedenste Veranstaltungen wie Ausstellungen, Produktpräsentationen, Seminare bis hin zu Hochzeiten, Bankette, Partys oder Tanzveranstaltungen mieten.
Im September 2013 wurde AJ Bell, ein Finanzdienstleistungsunternehmen, Hauptsponsor der Sale Sharks mit einem Vertrag über neun Jahre. Infolgedessen erhielt das Stadion den Namen AJ Bell Stadium. Nach der Saison 2022/23 endete der Vertrag und das Stadion den Namen Salford Community Stadium.